# Ionosonde

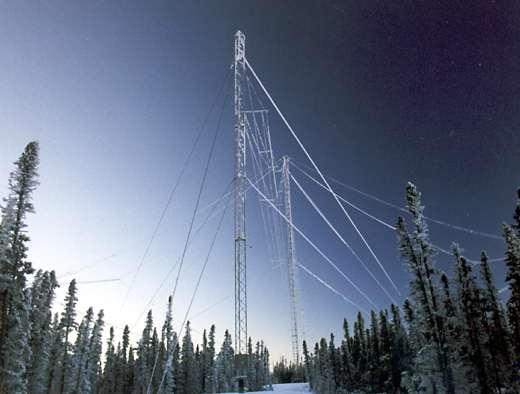
Die Antennenanlage der HAARP-Ionosonde

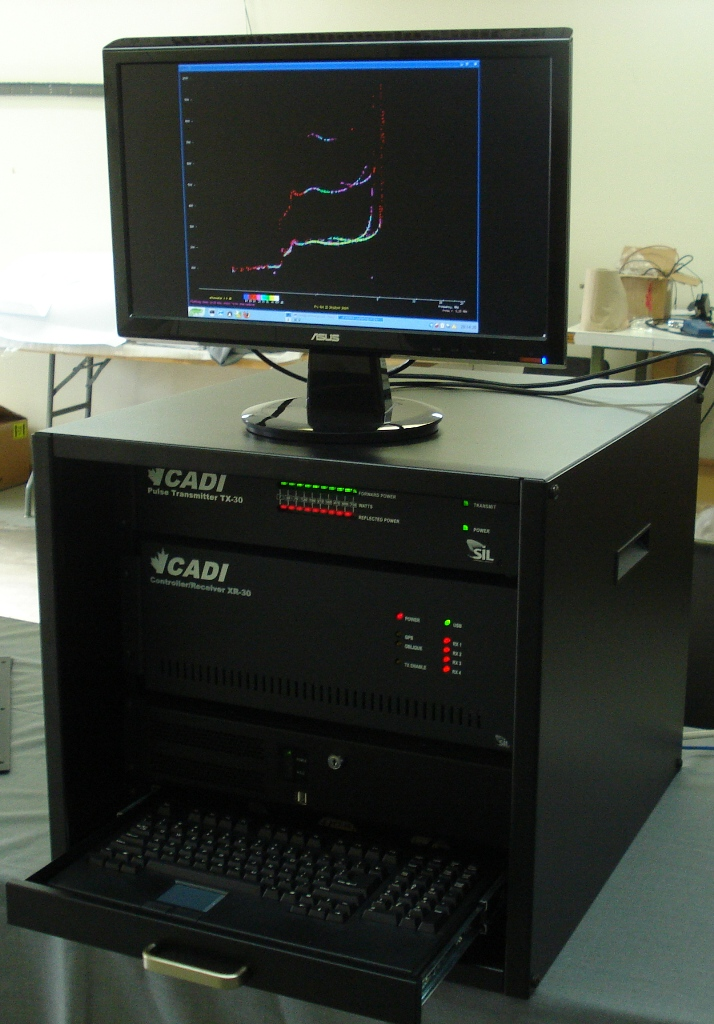
Beispiel eines Ionosonde-Systems, das ein Ionogramm anzeigt

Eine Ionosonde ist ein spezielles Radar zur aktiven Untersuchung der Ionosphäre. Es tastet Schichten in der Ionosphäre ab.
Jeweils nur die Hälfte der Ionosphäre bis zur maximalen Elektronendichte kann sondiert werden:
- bei einer Abtastung von unten her ist es die Unterseite (bottomside) der Ionosphäre; entsprechende Sonden werden als Bottomside-Sounder bezeichnet.
- die Oberseite (topside) wird meist mit Topside-Soundern von Satelliten aus untersucht.

Verbreitete Modelle von Bottomside-Soundern sind die Modelle der „Digisonde“-Reihe des Zentrums für Atmosphärenforschung der University of Massachusetts Lowell und die „Dynasonde“ der US-amerikanischen NOAA.
In Deutschland gibt es eine Ionosonde in Juliusruh. Sie gehört zu einem weltweiten Netz miteinander verbundener Ionosonden, welches von der University of Massachusetts Lowell geleitet wird.

## Aufbau
Eine Ionosonde besteht aus
- einem Kurzwellensender, der über einen weiten Frequenzbereich abstimmbar ist. Typischerweise beträgt die Frequenzabdeckung 0,5 bis 23 oder 1 bis 40 MHz, wobei die Frequenzdurchläufe normalerweise auf etwa 1,6 bis 12 MHz beschränkt werden
- einem mitlaufenden Kurzwellenempfänger, der die Sendefrequenz automatisch verfolgen kann
- eine Steilstrahl-Sendeantenne mit einer geeigneten, gerichteten Abstrahlcharakteristik und Effizienz über den gesamten genutzten Frequenzbereich
- eventuell eine oder mehrere getrennte Empfangsantennen
- Kontroll- und Datenanalyseschaltungen
- Datenausgabegeräte (z. B. Bildschirme), an die eventuell Speichergeräte angeschlossen sind.

Der Sender sendet über die (Sende-)Antenne Pulse aus, der Empfänger empfängt über die (Empfangs-)Antenne reflektierte Echos und leitet sie zur Verarbeitung an das Analysesystem weiter.

## Prinzip
In einem Frequenzbereich zwischen 0,1 und 30 MHz wird ein gegen die Ionosphäre gesendetes Signal zurückgebrochen und ein Echosignal reflektiert.
Mit zunehmender Frequenz wird das gesendete Signal weniger stark zurückgebrochen und dringt somit tiefer in die Ionosphäre ein, bevor es reflektiert wird:
- von unten her (bottomside) vergrößert sich durch das tiefere Eindringen die Reflexionshöhe der Schicht über der Erdoberfläche,
- von oben her (topside) verringert sie sich entsprechend.

Beim Überschreiten der kritischen Frequenz ist die Ionosphäre nicht mehr in der Lage, das Signal zu reflektieren. Einzelne Schichten der Ionosphäre haben jeweils eine eigene kritische Frequenz.
Eine Ionosonde sendet nach dem Echolot-Prinzip Radiopulse auf die Ionosphäre und wertet empfangene Echos aus. Die Pulse werden abhängig von der Frequenz an verschiedenen Schichten der Ionosphäre reflektiert, von unten in Höhen von 100 bis 400 Kilometern. Üblicherweise werden Reihen von Pulsen gesendet, die "Durchläufe" (englisch sweeps), wobei schrittweise der gesamte oder ein Teil des entsprechenden Kurzwellen-Frequenzbereiches durchlaufen wird. Im einfachsten Falle wird nur die Signallaufzeit gemessen, aus der die Höhe der Reflexion bestimmt werden kann. Die gemessene Höhe wird auch "virtuelle Höhe" genannt.
Ein ähnliches Funktionsprinzip weisen die Ausbreitungsbaken auf, welche zur Beurteilung des Funkwetters durch die Ionosphäre verwendet werden.
Nach einem ähnlichen Prinzip arbeitet auch ein Windprofiler, der allerdings nicht die Ionosphäre, sondern Höhenwinde misst.

## Anwendungen
Ionosonden können somit die Höhe und die kritische Frequenz der Ionosphärenschichten überwachen. Über verteilte Empfangsantennen können zweidimensionale Darstellungen von totalreflektierten Echos erschlossen, und über teilreflektierte Echos kann auch die Mesosphäre untersucht werden.
Ionosonden werden unter anderem benutzt, um die günstigste Betriebsfrequenz für Funkübertragungen im Kurzwellenbereich zu finden.
In Verbindung mit Ionosphärenheizern dienen sie als Diagnoseinstrumente, in Verbindung mit inkohärenten Streuradars können sie zu deren Kalibrierung genutzt werden.

## Ionogramm

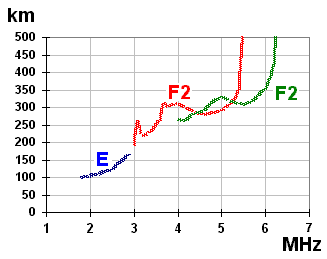
Typisches Ionogramm mit foF2 von annähernd 5,4 MHz

Die Ergebnisse können in Form eines Ionogrammes angezeigt werden. Ionogramme sind zweidimensionale Graphen der Signallaufzeit der reflektierten Hochfrequenzsignale bzw. der daraus berechneten Reflexionshöhe über der Trägerfrequenz. Für deren Auswertung gibt es seit dem Internationalen Geophysikalischen Jahr international akzeptierte Regeln.

## Geschichte
Die grundlegende Technik wurde 1925 von Gregory Breit und Merle Antony Tuve erfunden und in den 1920er Jahren von einer Reihe von Physikern weiterentwickelt, u. a. von Edward Victor Appleton.
Der Begriff der „Ionosphäre“, und damit der Ursprung abgeleiteter Begriffe, wurde von Robert Watson-Watt vorgeschlagen.